# Thalainayar
Thalainayar (o Thalanayar, Talainayar Agraharam) è una suddivisione dell'India, classificata come town panchayat, di 11.631 abitanti, situata nel distretto di Nagapattinam, nello stato federato del Tamil Nadu. In base al numero di abitanti la città rientra nella classe IV (da 10.000 a 19.999 persone).

## Geografia fisica
La città è situata a 10° 34' 0 N e 79° 46' 0 E al livello del mare.

## Società

### Evoluzione demografica
Al censimento del 2001 la popolazione di Thalainayar assommava a 11.631 persone, delle quali 5.681 maschi e 5.950 femmine. I bambini di età inferiore o uguale ai sei anni assommavano a 1.515, dei quali 767 maschi e 748 femmine. Infine, coloro che erano in grado di saper almeno leggere e scrivere erano 7.742, dei quali 4.218 maschi e 3.524 femmine.